# West Liberty, Kentucky
West Liberty är administrativ huvudort i Morgan County i Kentucky. Orten hette ursprungligen Wells Mill och namnbytet till West Liberty skedde år 1823. Enligt 2010 års folkräkning hade West Liberty 3 435 invånare.